# Břevnov
Břevnov kerület,  Prága 6 területén. Területén ered a Brusnice patak. Břevnovot először a 10. században említik. 1907-ben városi rangot kapott, majd 1921-től a csehszlovák főváros része lett.

## Nevezetességei
Itt található a Břevnovi kolostor (csehül: Břevnovský klášter).
A  kolostoron kívül más figyelemre méltó épületeket is találhatunk a területén. A Cseh Tudományos Akadémia Makromolekuláris Kémiai Intézetének épülete Břevnov északnyugati részén van. Az intézet épülete előtt áll egykori legendás igazgatója, Otto Wichterle emlékműve. Továbbiak: Ladronka tanya, a Hostinec U Kaštanu és a Hotel Pyramida. Itt működik egy nagy katonai egyetemi kórház is (Ústřední vojenská nemocnice).
Az A metróvonal Petřiny metróállomása Břevnov legnyugatibb részén fekszik. A kerület többi részét villamosvonal szolgálja ki, amely a Bělohorská utcán halad végig.
A Markéta Stadion gyorsasági és atlétikai eseményeknek ad otthont.

## Szomszédos kerületek
- Veleslavín
- Motol
- Hradzsin
- Ruzyně
- Liboc
- Střešovice
- Řepy
- Smíchov

## Fordítás
- Ez a szócikk részben vagy egészben  a   Břevnov című angol Wikipédia-szócikk fordításán alapul.  Az eredeti cikk szerkesztőit annak laptörténete sorolja fel. Ez a jelzés csupán a megfogalmazás eredetét és a szerzői jogokat jelzi, nem szolgál a cikkben szereplő információk forrásmegjelöléseként.